# Jan Baptista Bárta
Jan Baptista Bárta (18. března 1921 Příbram – 9. prosince 1982 u Hradce Králové) byl český skaut, katolický kněz a františkánský řeholník, teolog, překladatel teologických děl a lektor tajné teologie, vůdčí osobnost františkánského katolického disentu a politický vězeň komunistického režimu v Československu.
Pro svoji činnost za komunistického režimu je označován za „divokého teologa“ či „teologa originálního jednání“. Jaroslav Cuhra jej charakterizoval jako „vůdčí postavu františkánského řeholního života v časech komunistické totality“. Michaela Rozbrojová jej ve své diplomové práci věnované pronásledování československých františkánů za komunistického režimu označuje za asi nejvýznamnější postavu československých františkánů 20. století.

## Život
Narodil se do rodiny příbramského cukráře Aloise Bárty a jeho ženy Růženy, roz. Sýkorové, a pokřtěn byl jménem Josef. V roce 1935 při biřmování přijal jméno Jaroslav.
V mládí byl skautem, později se rozhodl stát františkánem, byl totálně nasazen v Německu, což jeho vstup do řádu oddálilo. Po návratu do vlasti dokončil františkánský noviciát a 12. ledna 1947 byl vysvěcen na kněze a poté působil v českém pohraničí.
V roce 1949 byl zatčen a v roce 1950 po tzv. Akci K internován a umístěn v želivském koncentráku. V září 1950 z Želiva uprchl, poté se skrýval a vedl podzemní církevní činnost. V roce 1951 byl zatčen, krutě mučen a v roce 1952 odsouzen ke dvaceti letům vězení. Prošel jáchymovskými doly, kde organizoval mezi trestanci tajné náboženské kroužky, pročež byl přemístěn do věznice, kde byl styk vězňů více omezen. Propuštěn byl v roce 1966, nějakou dobu pracoval v příbramských dolech.
| „                    | Řeholní život nesmí vymřít a nevymře, jen je třeba jej neúnavně předávat. | “ |
| — Jan Baptista Bárta |                                                                           |   |

Za Pražského jara organizoval obnovu františkánského řádového života i podpůrné programy a exercicie pro ženské řády. Přišel s myšlenku malých maskovaných komunitních domů, někdy i smíšených, která byla postupně realizována především v Liberci, Praze, Brně, Bratislavě a Košicích. Časem si každý dům vytvořil svá specifika. Po sametové revoluci tato forma soužití postupně zanikla.
Bárta připravoval a organizoval podzemní řádová teologická studia, pro něž překládal a vytvářel učební texty, jeho koncepci přebíraly i ostatní řehole. V roce 1969 se usadil ve Vrchlabí, kde žil v komunitě mladých františkánů, které připravoval ke kněžství.
V různých podzemních školách a kurzech vyučoval teologii a religionistiku a produkoval křesťanský samizdat. V roce 1980 byl znovu zatčen a odsouzen k šestnácti měsícům věznění za „maření státního dozoru nad církvemi“, nástup trestu byl ale ze zdravotních důvodů odložen. Zemřel za volantem svého vozu na infarkt, jeho pohřeb se stal manifestací přežívajícího řeholního života v Československu. Čtrnáct dní po pohřbu došla na jeho adresu výzva k nástupu trestu.
Pohřben je v Liberci-Ruprechticích. V roce 2004 obdržel od Institutu františkánských studií in memoriam Plaketu sv. Anežky České „za dlouholetou heroickou činnost pro záchranu františkánské spirituality v našich zemích v období totalitního režimu a organizaci teologického studia Provincie sv. Václava OFM.“

## Dílo

### Vlastní práce
- Malá teologie (1968, úvod do studia teologie)

### Překlady
- Františkánské prameny (nejstarší životopisy sv. Františka z Assisi a řádové dokumenty)
- Liturgie hodin (s použitím Renčova překladu žalmů a Škráškova překladu hymnů)
- Žaltář římského breviáře (simultánní překlad Piovského žaltáře breviáře z roku 1945, historicky první český překlad tohoto druhu v Čechách)